# Campeonato Surinamês de Futebol
O Campeonato Surinamês de Futebol, conhecido como Topklasse, é a principal competição de futebol realizada no Suriname. Sua organização é feita pela Federação Surinamesa de Futebol (em neerlandês: Surinaamse Voetbal Bond).

## História
A primeira edição do torneio foi realizada no ano de 1924, ainda no período colonial holandês. Na década de 90, o campeonato passou a seguir o calendário europeu, com temporadas em dois anos.
A divisão principal (em neerlandês: Eerste Divisie) é disputada, atualmente, por treze equipes. Em sua temporada anterior, a 2017/18, campeão e vice qualificaram-se para a CFU Club Championship, enquanto que a equipe na última colocação foi rebaixada para a segunda divisão (em neerlandês: Tweede Divisie).

## Campeões
Segue-se, abaixo, o histórico desta competição.
| Edição | Ano     | Campeão           | Vice-campeão      |
| ------ | ------- | ----------------- | ----------------- |
| 1ª     | 1924    | Olympia           |                   |
| 2ª     | 1925    | Transvaal         |                   |
| 3ª     | 1926    | VV Ajax           |                   |
| 4ª     | 1927    | VV Ajax           |                   |
| 5ª     | 1928    | VV Ajax           |                   |
| 6ª     | 1929    | VV Ajax           |                   |
| 7ª     | 1930    | Excelsior         |                   |
|        | 1931    | Não foi disputada | Não foi disputada |
| 8ª     | 1932    | Cicerone          |                   |
| 9ª     | 1933    | Cicerone          |                   |
| 10ª    | 1934    | Cicerone          |                   |
| 11ª    | 1935    | Cicerone          |                   |
| 12ª    | 1936    | SV Voorwaarts     |                   |
| 13ª    | 1937    | Transvaal         |                   |
| 14ª    | 1938    | Transvaal         |                   |
| 15ª    | 1939    | SV Arsenal        |                   |
| 16ª    | 1940    | SV Arsenal        |                   |
| 17ª    | 1941    | SV Voorwaarts     |                   |
|        | 1942/47 | Não foi disputada | Não foi disputada |
| 18ª    | 1948    | MVV               |                   |
| 19ª    | 1949    | MVV               |                   |
| 20ª    | 1950    | Transvaal         |                   |
| 21ª    | 1951    | Transvaal         |                   |
| 22ª    | 1952    | SV Voorwaarts     |                   |
| 23ª    | 1953    | Robinhood         |                   |
| 24ª    | 1954    | Robinhood         |                   |
| 25ª    | 1955    | Robinhood         |                   |
| 26ª    | 1956    | Robinhood         |                   |
| 27ª    | 1957/58 | SV Voorwaarts     |                   |
|        | 1958    | Não foi disputada | Não foi disputada |

| Edição | Ano     | Campeão               | Vice-campeão          |
| ------ | ------- | --------------------- | --------------------- |
| 28ª    | 1958/59 | Robinhood             |                       |
|        | 1960    | Competição abandonada | Competição abandonada |
| 29ª    | 1961    | Leo Victor            | Transvaal             |
| 30ª    | 1962    | Transvaal             |                       |
| 31ª    | 1963    | Leo Victor            | Robinhood             |
| 32ª    | 1964    | Robinhood             |                       |
| 33ª    | 1965    | Transvaal             |                       |
| 34ª    | 1966    | Transvaal             |                       |
| 35ª    | 1967    | Transvaal             |                       |
| 36ª    | 1968    | Transvaal             |                       |
| 37ª    | 1969    | Transvaal             |                       |
| 38ª    | 1970    | Transvaal             |                       |
| 39ª    | 1971    | Robinhood             |                       |
|        | 1972    | Não foi disputada     | Não foi disputada     |
| 40ª    | 1973    | Transvaal             |                       |
| 41ª    | 1974    | Transvaal             |                       |
| 42ª    | 1975    | Robinhood             |                       |
| 43ª    | 1976    | Robinhood             |                       |
| 44ª    | 1977    | SV Voorwaarts         |                       |
| 45ª    | 1978    | Leo Victor            |                       |
| 46ª    | 1979    | Robinhood             |                       |
| 47ª    | 1980    | Robinhood             |                       |
| 48ª    | 1981    | Robinhood             |                       |
| 49ª    | 1982    | Leo Victor            |                       |
| 50ª    | 1983    | Robinhood             |                       |
| 51ª    | 1984    | Robinhood             |                       |
| 52ª    | 1985    | Robinhood             |                       |
| 53ª    | 1986    | Robinhood             |                       |
| 54ª    | 1987    | Robinhood             |                       |
| 55ª    | 1988    | Robinhood             |                       |

| Edição | Ano      | Campeão               | Vice-campeão          |
| ------ | -------- | --------------------- | --------------------- |
| 56ª    | 1989     | Robinhood             |                       |
| 57ª    | 1990     | Transvaal             |                       |
| 58ª    | 1991/92o | Transvaal             | Robinhood             |
| 59ª    | 1992/93  | Leo Victor            | Robinhood             |
| 60ª    | 1993/94  | Robinhood             | Leo Victor            |
| 61ª    | 1994/95  | Robinhood             | Corona Boys           |
| 62ª    | 1995/96  | Transvaal             | Prekash               |
| 63ª    | 1997     | Transvaal             | Robinhood             |
| 64ª    | 1998/99  | SNL                   | Robinhood             |
| 65ª    | 1999/00  | Transvaal             | SNL                   |
|        | 2000/01  | Não foi disputada     | Não foi disputada     |
| 66ª    | 2001/02  | SV Voorwaarts         | SNL                   |
| 67ª    | 2002/03  | FCS Nacional          | Robinhood             |
| 68ª    | 2003/04  | WBC                   | Inter Moengotapoe     |
| 69ª    | 2004/05  | Robinhood             | Royal'95              |
| 70ª    | 2005/06  | WBC                   | Robinhood             |
| 71ª    | 2006/07  | Inter Moengotapoe     | WBC                   |
| 72ª    | 2007/08  | Inter Moengotapoe     | Robinhood             |
| 73ª    | 2008/09  | WBC                   | Leo Victor            |
| 74ª    | 2009/10  | Inter Moengotapoe     | WBC                   |
| 75ª    | 2010/11  | Inter Moengotapoe     | WBC                   |
| 76ª    | 2011/12  | Robinhood             | Inter Moengotapoe     |
| 77ª    | 2012/13  | Inter Moengotapoe     | Leo Victor            |
| 78ª    | 2013/14  | Inter Moengotapoe     | SV Excelsior          |
| 79ª    | 2014/15  | Inter Moengotapoe     | Notch                 |
| 80ª    | 2015/16  | Inter Moengotapoe     | Transvaal             |
| 81ª    | 2016/17  | Inter Moengotapoe     | Leo Victor            |
| 82ª    | 2017/18  | Robinhood             | Notch                 |
| 83ª    | 2018/19  | Inter Moengotapoe     | Robinhood             |
|        | 2019/20  | Competição Abandonada | Competição Abandonada |

## Títulos por equipe
| Clube                | Cidade          | Títulos (temporadas) |
| -------------------- | --------------- | --- |
| Robinhood            | Paramaribo      | 24 (1953, 1954, 1955, 1956, 1958/59, 1964, 1971, 1975, 1976, 1979, 1980, 1981, 1983, 1984, 1985, 1986, 1987, 1988, 1989, 1993/94, 1994/95, 2004/05, 2011/12 e 2017/18) |
| Transvaal            | Paramaribo      | 20 (1925, 1937, 1938, 1950, 1951, 1962, 1965, 1966, 1967, 1968, 1969, 1970, 1973, 1974, 1990, 1991/92, 1995/96, 1997, 1999/00 e 2024)                                  |
| Inter Moengotapoe    | Moengo          | 10 (2006/07, 2007/08, 2009/10, 2010/11, 2012/13, 2013/14,2014/15, 2015/16, 2016/17 e 2018/19)                                                                          |
| SV Voorwaarts        | Paramaribo      | 6 (1936, 1941, 1952, 1957/58, 1977, 2001/02) |
| Leo Victor           | Paramaribo      | 5 (1961, 1963, 1978, 1982 e 1992/93) |
| VV Ajax              | Paramaribo      | 4 (1926, 1927, 1928 e 1929) |
| Cicerone             | Paramaribo      | 4 (1932, 1933, 1934 e 1935) |
| Walking Bout Company | Paramaribo      | 3 (2003/04, 2005/06 e 2008/2009) |
| SV Arsenal           | Nieuw Amsterdam | 2 (1939 e 1940) |
| MVV                  | Paramaribo      | 2 (1948 e 1949) |
| Excelsior            | Meerzorg        | 1 (1930) |
| Nacional             | Paramaribo      | 1 (2002/03) |
| Olympia              | Paramaribo      | 1 (1924) |
| SNL                  | Paramaribo      | 1 (1998/99) |